# Salinas de Aveiro

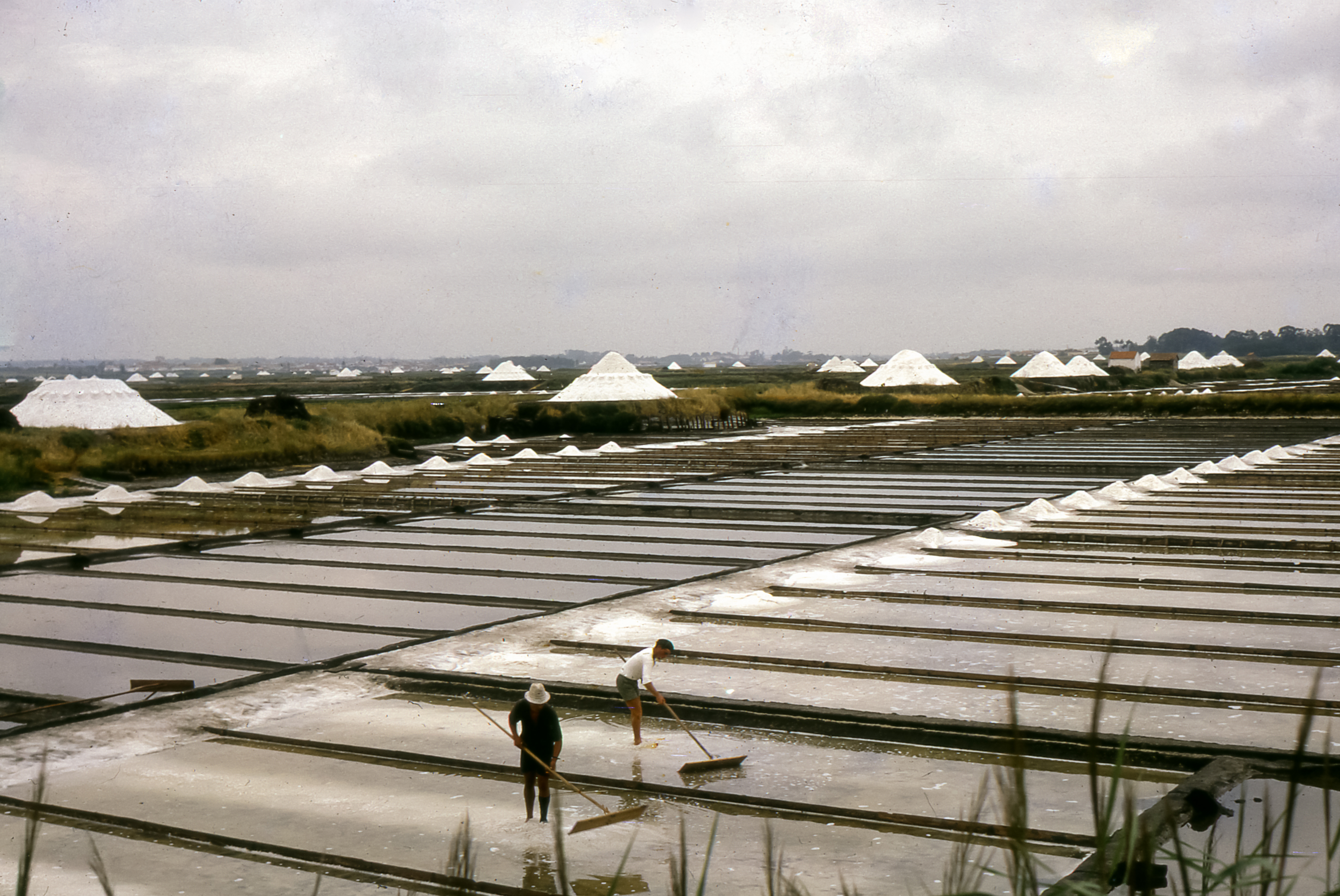
Salinas de Aveiro em 1967.

As Salinas de Aveiro são uma vasta área de exploração de sal localizada na Ria de Aveiro, Distrito de Aveiro, na Região Centro de Portugal.

## História
A exploração de sal na região de Aveiro remonta a uma época anterior à existência da própria Ria de Aveiro, sendo o primeiro documento escrito sobre o salgado aveirense anterior à fundação da nacionalidade.
Ao longo dos séculos, a instabilidade da barra (isolamento em relação ao mar) representou um factor decisivo na variação do número e produção das salinas, que se traduziu por períodos de decadência, intercalados por períodos muito favoráveis à produção, como aconteceu em 1572 em que, dada a situação favorável do estado da barra, o elevado e progressivo índice comercial e marítimo, Aveiro se transformou num dos melhores portos de Portugal, havendo um grande incremento na comercialização de sal e na pesca do bacalhau. Em 1808 abriu-se finalmente a barra nova (sistema artificial que permite a entrada de água do mar), facto de excepcional importância para o futuro de Aveiro e de toda a sua região.

## Morfologia

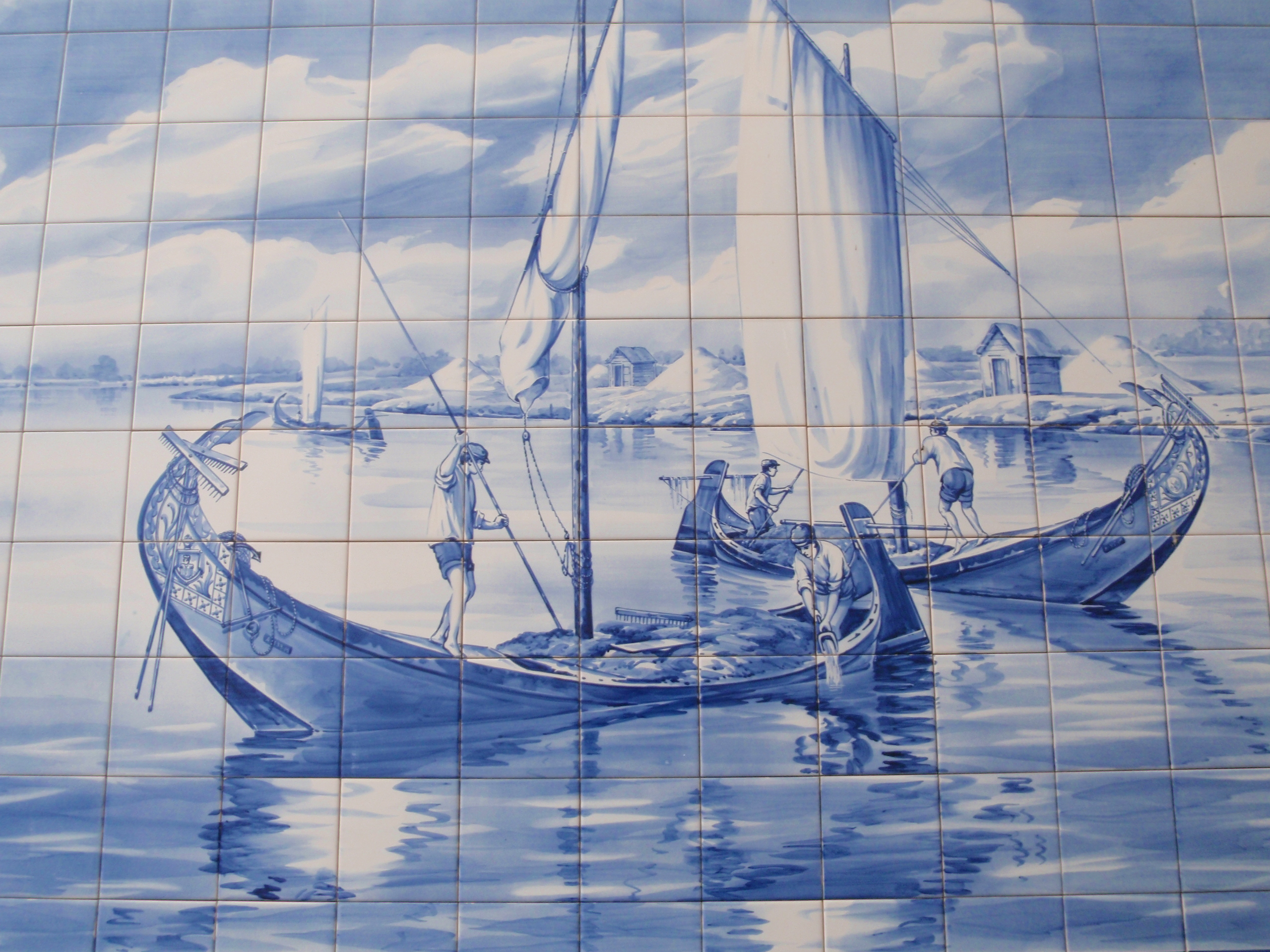
Painel de azulejos com moliceiros nas Salinas de Aveiro.

Morfologicamente, a Ria de Aveiro é um sistema lagunar. Neste sistema inserem-se os sapais (são um habitat húmido/zona húmida, com vegetação característica que suporta solo salino, designada de vegetação halófila) que marginam as ilhas onde se encontram as salinas. Nas últimas décadas o sapal diminuiu sensivelmente nomeadamente devido à construção portuária.
As salinas, embora sejam um habitat artificial, são de grande valor para as aves aquáticas, permitindo um equilíbrio notável entre o aproveitamento económico de um recurso e a conservação de valores naturais. Ao interesse paisagístico das salinas, acresce o facto de constituírem verdadeiros santuários de biodiversidade mercê das diferenças de salinidade, profundidade e formações vegetais que se encontram no seu interior, permitindo a coexistência, numa área relativamente confinada, de grande variedade de organismos.
Para as aves, as salinas possuem ainda o atractivo de não sofrerem a influência do ciclo diário das marés, mantendo uma reduzida altura de água, oferecendo-lhes portanto condições de alimentação e abrigo particularmente vantajosas. Das trinta espécies de aves da Ria de Aveiro, duas utilizam quase exclusivamente as salinas, nidificando nelas.
Ano após ano, a falta de competitividade da produção tradicional de sal, principal elemento económico que originou a criação de um conjunto de ilhas, onde durante anos a produção de sal era o produto base que sustentava todo o investimento nos muretes de protecção dessas zonas, tem levado a uma progressiva degradação das antigas salinas, agora abandonadas e levará, se nada for feito, à sua destruição. As marés, ou seja a água, que lhe dá a beleza e o encanto, através da sua acção natural, quer os barcos a motor que hoje circulam pelos canais que não foram preparados para tal actividade, prosseguirão o seu inexorável trabalho de desgaste e destruição. Desta realidade com cinquenta anos subsistem, hoje, no activo, unicamente, nove salinas. Significa isso que, hoje em dia, a produção é consideravelmente diminuta se comparada com os registos, levantamentos e inquéritos feitos outrora à safra do sal.

## Revitalização da actividade das salinas

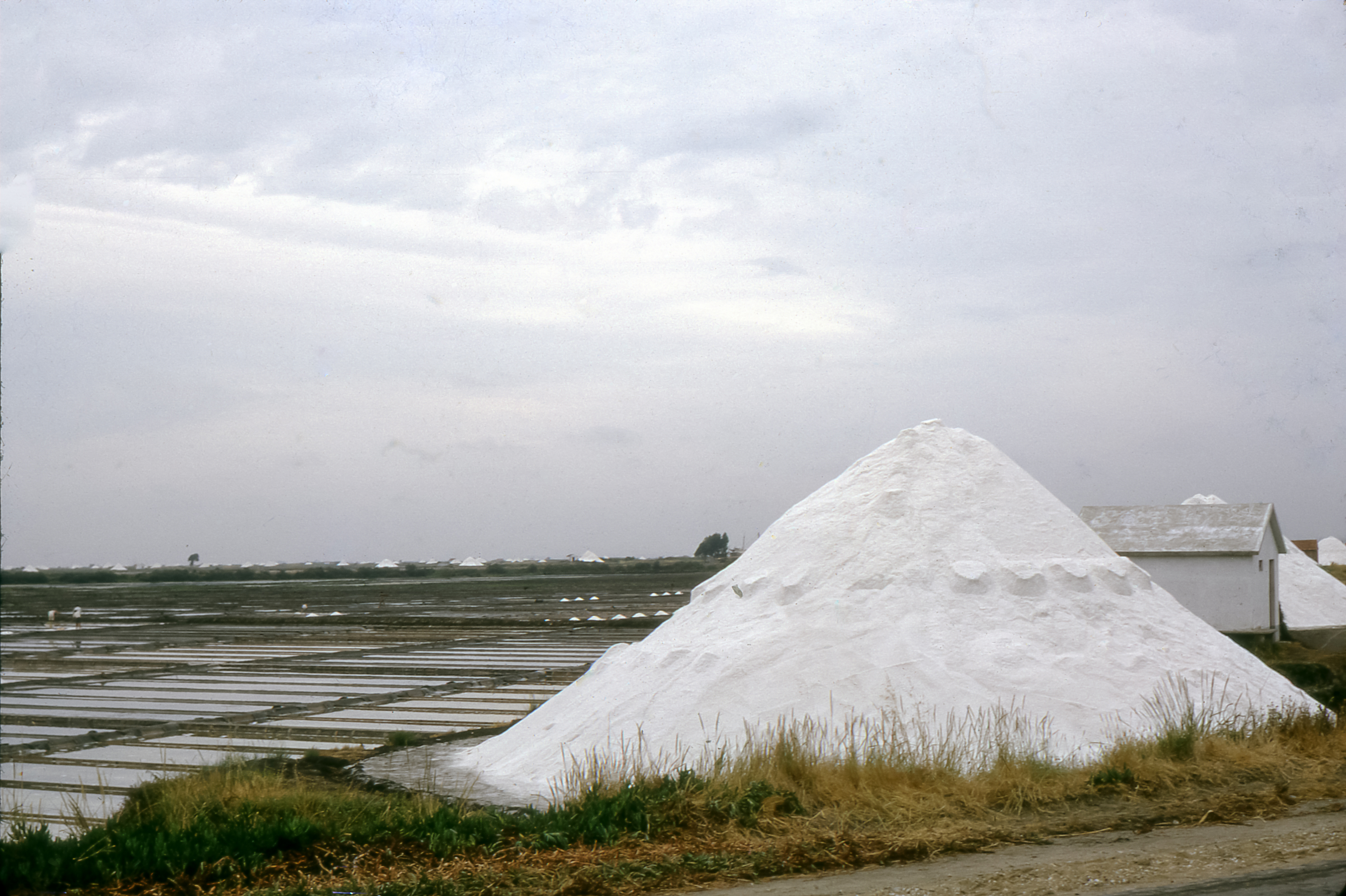
Salinas de Aveiro em 1967.

- Sal - Produto 100% artesanal em que o seu processo de produção está dependente apenas de condições naturais e de intervenção humana. O resultado é um sal de excelente sabor, textura e sob uma forma de apresentação mais virgem. A extracção manual do sal é executada por marnotos com instrumentos de madeira não tratada, não existindo assim contacto com qualquer tipo de metais ou substancias que adulterem o genuíno sabor do sal.[3]
- Usado em cosmética - O sal marinho de Aveiro é um dos componentes utilizado em produtos de cosmética. Alguns dos exemplos são: sabão de sal, sais de banho, cremes hidratantes, esfoliantes, bronzeadores e after-shaves. Estes produtos são cem por cento naturais, já que o sal usado é produzido de forma tradicional não sendo submetido a tratamentos prévios.[4]
- Flor de sal - Trata-se da fina camada que flutua à superfície das salinas. Os primeiros e frágeis cristais são extraídos, diariamente, de forma cuidadosa. Antes de serem embalados são secos ao sol. A flor de sal é, por norma, usada em saladas, sopas, legumes cozidos e pratos de peixe ou carne grelhados, por forma a acentuar o sabor dos alimentos.[4]
- Salicórnia - A exploração dos recursos vegetais das zonas salgadas estuarinas, teve o seu ponto alto na época da apanha do moliço. Contudo, a utilização destas plantas, nomeadamente na alimentação e medicina, só recentemente tem vindo a ser explorada no nosso país, embora já seja uma realidade no estrangeiro com mais de uma década de existência. A Salicornia ramosissima, conhecida como salicórnia ou erva-salada, é uma planta anual de cerca de 3–40 cm de estatura, caules carnudos e agradável sabor salgado, com distribuição por todo o litoral de Portugal Continental, encontrando-se habitualmente nas margens dos canais e salinas da Ria de Aveiro. Várias espécies de salicórnia têm vindo a ser utilizadas na alimentação, não só em saladas, ou mesmo como "sal verde" em substituição do sal de cozinha. Vários estudos científicos internacionais sugerem diversas propriedades medicinais para algumas das suas espécies, tais como actividade antioxidante, antitumoral, diurética e repositora de electrólitos. Para muitos, esta erva é uma ilustre desconhecida, mas em alguns países da Europa tem o estatuto de gourmet e é utilizada por chefs em restaurantes de luxo como substituto do sal em saladas ou mesmo em pratos mais complexos, como produto fresco ou em conserva (picles).[5]
- Projecto educativo - Através de visitas pedagogicamente integradas de escolas, e grupos de estudantes, promovendo o estudo do ecosistema da ria de Aveiro.
- Aquacultura - Desenvolvimento de actividades de aquicultura de espécies autóctones da Ria de Aveiro.
- Turismo e lazer - Componente turística baseada na divulgação cultural das factividades tradicionais da ria e turismo da Natureza (observação de aves), bem como numa componente específica da pesca desportiva.

## Novos mercados e novos produtos
As regras do mercado impõem uma feroz concorrência de sais provenientes de outras paragens, mesmo de fora de Portugal; o desinteresse por uma actividade sazonal e de dividendos incertos; a conversão das marinhas noutros sectores como a piscicultura ou a identificação do sal como produto mineiro explicam as diferenças.
O sal continua a ser um dos ex libris de Aveiro e motivo de visita à cidade associado ao interesse pela singularidade da paisagem lagunar que oferece a ria. Se os dados disponíveis parecem mostrar um cenário pouco prometedor para o sal de Aveiro, alguns actores acreditam na sua viabilidade económica, muito embora com valências que vão além da produção artesanal e da comercialização directa do produto. A procura de novos mercados/novos produtos, como garante de continuidade desta actividade e com o recurso a programas de fundos estruturais comunitários é tida como a oportunidade para revitalizar o sector.

## Projecto Ecosal Atlantis

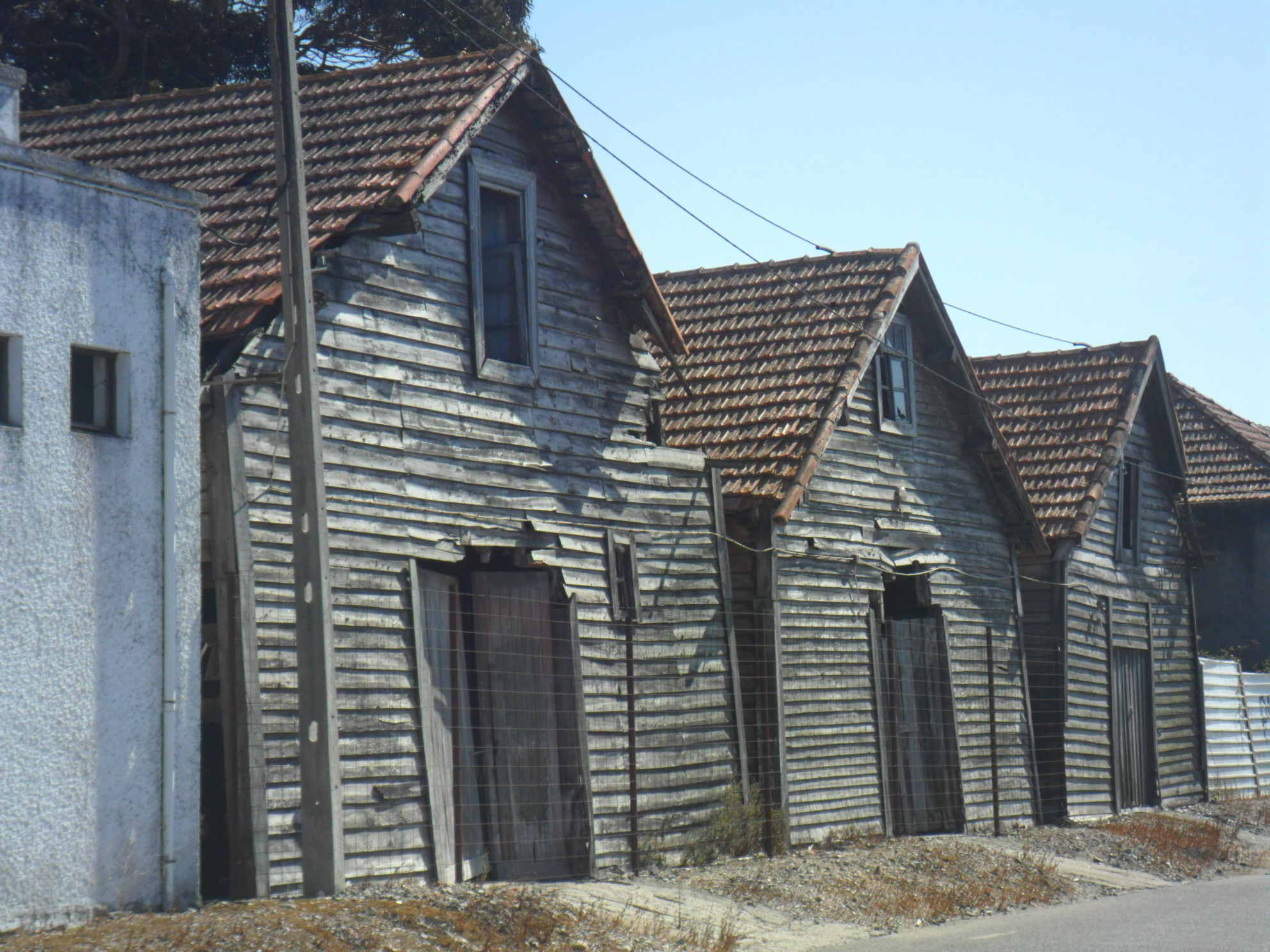
Antigos armazéns de sal no Canal de São Roque.

Reconhecendo o valor das salinas como elemento do património cultural e natural, várias universidades, centros de investigação, autarquias e museus do Reino Unido, França, Espanha e Portugal, lançaram um projecto europeu designado Ecosal Atlantis, enquadrado no programa europeu INTERREG IVB, cuja ideia central é desenvolver uma rota turística pelas salinas tradicionais do Atlântico.
Em Portugal, a parceria é constituída pela Universidade de Aveiro, Museu da Cidade de Aveiro, Município de Aveiro e outros municípios.
O projecto pretende promover o ecoturismo nas salinas como estratégia de desenvolvimento sustentado através da valorização do sal, do património e da biodiversidade e ao mesmo tempo disseminar a ideia da importância e dos valores associados às salinas. Isto é, o sal do Atlântico procura a valorização de uma actividade de cariz tradicional, tendo subjacente o reconhecimento do produto ao nível comunitário, a que se associa a sua forte vertente cultural e natural.
O projecto articula-se em redor de três actividades-chave que tratam do desenvolvimento turístico das salinas do Atlântico:
- Património;
- Desenvolvimento territorial;
- Biodiversidade e turismo natural.

Estas actividades respondem aos quatro objectivos específicos do projecto:
1. Estabelecer directrizes para a gestão do património cultural e natural dos espaços salícolas, tendo como ponto de partida uma base conjunta de dados patrimoniais.
2. Avaliar, valorizar e promover os espaços salícolas tradicionais do Atlântico, mediante a colocação em rede dos actores através de acções transversais conjuntas.
3. Manter ou recuperar os habitats próprios dos espaços salícolas, no âmbito de um turismo natural.
4. Promover a conservação e a compreensão dos espaços salícolas atlânticos mediante a difusão da informação e da criação de sinergias transnacionais.[7]

O Ecosal Atlantis é assim um projecto aberto e que se pretende constituir como uma rede de sitíos que perdure e se alargue para além da duração temporal deste INTERREG (2010-2012), formando uma rota que ligue diferentes sítios e diferentes realidades onde o sal esteja ainda bem presente ou seja apenas um simples vestígio arqueológico, mas onde existe uma paisagem e um habitat onde se pretende instalar uma rota turística que una estes sítios, há muito usados pelas aves nas suas rotas migratórias e onde se instalaram historicamente outras marítimas e comerciais.
O valor global da candidatura dos diversos parceiros é superior a três milhões de euros, com a candidatura específica de Aveiro a atingir 385 mil euros (comparticipação de FEDER é de 65%).